# Brjansk oblast
Brjansk oblast (ryska: Бря́нская о́бласть/Brjanskaja oblast) är ett oblast i västra Ryssland vid gränsen mot Belarus och Ukraina, med en yta på 34 900 km² och knappt 1,3 miljoner invånare. 69,2 % av befolkningen bor i städer. Huvudorten är Brjansk. Regionens nuvarande (2006) guvernör är Nikolaj Denin.
Stora delar av regionen förorenades av radioaktivt nedfall efter Tjernobylolyckan i april 1986.